# Mysidia calypso
Mysidia calypso är en insektsart som beskrevs av Broomfield 1985. Mysidia calypso ingår i släktet Mysidia och familjen Derbidae. Inga underarter finns listade i Catalogue of Life.